# Florinella Muñoz
Florinella Muñoz Bisesti (Quito, 4 de marzo de 1967) es una académica e ingeniera química ecuatoriana. Es reconocida por su trabajo y artículos acerca de Ingeniería Química y por ser la primera mujer con estudios de doctorado en ocupar el cargo de rectora en la historia  de la Escuela Politécnica Nacional.

## Biografía
Nació en Quito en 1967, en el sector La Alameda; es hija de padre ecuatoriano y madre italiana; tiene un hermano, Carlos Muñoz. Habla cuatro idiomas: español, alemán, italiano e inglés. Desarrolló sus estudios primarios en el jardín Piedad Larrea, y secundarios en el Colegio Sagrado Corazón, lugar donde se inclinó por la especialidad de Físico-Matemático, al finalizar la secundaria tuvo la intención de estudiar arquitectura en la Universidad Central del Ecuador pero no lo logró debido a que la carrera no se abrió para aquel año. El consejo de un tío fue la razón que la impulsó a matricularse en Ingeniería Química, en la Escuela Politéctica Nacional, llegando a ser ayudante de laboratorio, gracias a sus destrezas como docente.
Al finalizar su carrera en Ingeniería Química, aplicó para una beca en la Ruhr-Universität Bochum, los trámites para la obtención de ésta tomaron algo más de un año, periodo que aprovechó para aprender alemán. Obtuvo su título de doctorado en Ciencias Naturales en 1999 en la Ruhr-Universität Bochum de Alemania. Florinella Muñoz realizó un trabajo experimental de investigación del doctorado en el Instituto Max Planck, en ese entonces, de Química de Radiaciones.
En el año 2000 se incorporó como profesora titular de la Escuela Politécnica Nacional (EPN) y con 35 años se convirtió en la jefa del  Departamento de Ciencias Nucleares de la misma universidad desde 2002 hasta el año 2016; se desempeñó como Directora de Investigación y Proyección Social de la EPN durante el año 2016. Fue elegida como representante principal de los profesores ante el Consejo Politécnico en el 2017.
En la actualidad desempeña los siguientes cargos:  
- Profesora Titular a Tiempo Completo
- Representante principal de los profesores ante Consejo Politécnico Escuela Politécnica Nacional
- Directora de Proyectos: Internos, Semilla, Junior y Multi e Interdisciplinario
- Directora de Investigación y Proyección Social
- Jefe del Departamento de Ciencias Nucleares
- Miembro del comité científico de “The 3rd Iberoamerican Conference on Advanced Oxidation Technologies (III CIPOA) and 2nd Colombian Conference on Advanced Oxidation Processes (II CIPPOX)”
- Revisora de 7 publicaciones de las revistas: Environmental Science and Pollution Research (ESPR), Journal of Advanced Oxidation Technologies (JAOT) y Journal of Hazardous Materials.[7]

Fue la primera rectora mujer en los 150 años de la Politécnica Universidad Nacional, cargo que ejerció hasta el año 2023, mismo que fue acreditado gracias al  54% de votos. A raíz de su cargo como rectora, y de la asignación del sistema planetario HD6434  de parte de la Unión Astronómica Internacional para el Ecuador, convocó a la campaña «Ecuador tiene un planeta» para nombrar a dicho sistema. En octubre de 2019 emprendió un proyecto junto al Municipio de Quito y dos universidades más –Universidad Politécnica Salesiana y Pontificia Universidad Católica del Ecuador– para desarrollar un espacio público y de integración urbana entre las tres universidades y los moradores del sector.

### Artículos científicos[11]
- Common intermediates in the OH-radical-induced oxidation of cyanide and formamide. (Journal of the Chemical Society, Perkin Transactions, 4, 655-659, 2000).
- Determination of fast ozone reactions in aqueous solution by competition kinetics. (Journal of the Chemical Society, Perkin Transactions, 4, 661-664, 2000).
- The reactions of ozone with tertiary amines including the complexing agents nitrilotriacetic acid (NTA) and ethylenediaminetetraacetic acid (EDTA) in aqueous solution. (Journal of the Chemical Society, Perkin Transactions, 10, 2029,2033, 2000).
- Singlet dioxygen formation in ozone reactions in aqueous solution. (Journal of the Chemical Society, Perkin Transactions, 7, 1109-1116, 2001).
- Uso de radiaciones para desinfectar alimentos marinos contaminados con Vibrio cholerae y Vibrio parahaemolyticus. (Revista Politécnica 24, 55-70, 2003).
- Efectos producidos en los frutos de mango (Mangifera indica L.) por la aplicación de temperatura y radiación ionizante. (Revista Politécnica 24, 39-54, 2003).
- Efecto de la radiación UV en el control de las bacterias Vibrio spp. que atacan al camarón Penaeus vannamei. (Revista Politécnica, 27, 106-117, 2007).
- Extracción y cuantificación de L-Dopa y carbidopa en semillas de plantas del género Mucuna spp. en el Ecuador. (Revista Politécnica, 27, 96-105, 2007).
- Utilización de la radiación de microonda para la síntesis de cumarinas y compuestos quinolínicos. (Revista Politécnica, 30, 150-160, 2009).
- Identificación de hidrocarburos aromáticos policíclicos (HAP’s) en peces y sedimentos en la zona de Shushufindi, Sucumbios, Ecuador (primera parte). (Revista Politécnica, 29, 143-149, 2010).
- Impact of oil extraction in ecosystems in Ecuador: A study of the contamination with polyciclic aromatic hidrocarbons (PAHs) in fish exposed to the oil exploitation activities in Shuhufindi, Sucumbíos, Ecuador. (The International Journal of Environmental, Cultural, Economic and Social Sustainability, 209-219, 2010).
- Optimización de la descarga líquida de una industria farmacéutica (I parte). (Revista Politécnica, 31, 111-116, 2012).
- Estudio del efecto de una atmósfera ozonificada sobre la actividad peroxidásica y algunas propiedades físicas en las hojas de rábano(Raphanus sativus). (Revista Politécnica, 31, 104-110, 2012).
- Estudio del efecto de la radiación ionizante de electrones acelerados sobre los ácidos grasos de carne de cerdo. (Revista Politécnica, 31, 97-104, 2013).
- Estudio de la generación de hidrocarburos marcadores del proceso de irradiación en carne de cerdo. (Revista Politécnica, 32, 57-64, 2013).
- Descontaminación de fenoles en el efluente de una refinería ecuatoriana, mediante el uso de ozono y combinaciones con peróxido de hidrógeno. (Revista Politécnica, 16-21. 2014).
- Study of Continuous Ozonation Using A Venturi System of an Effluent Contaminated with Pharmaceuticals: Ibuprofen, Sodium Diclofenac and Sulfamethoxazole. (Journal of Advanced Oxidation Technologies, 234-238, 2015).
- Lignin Degradation Through A Combined Process of Ionizing Irradiation and A Biological Treatment. (Journal of Advanced Oxidation Technologies, 2, 239-245, 2015).
- Uso de radiaciones ionizantes en el ámbito agropecuario Archivado el 25 de noviembre de 2020 en Wayback Machine.. (Ecuador es calidad: Revista científica ecuatoriana,3, 15-16, 2016).
- Synthesis and characterization of Cu-doped polymeric carbon nitride. (Fullerenes Nanotubes and Carbon Nanostructures, 24, 171-180, 2016).
- Photocatalytic Degradation of Azo Dyes Over Semiconductors Supported on Polyethylene Terephthalate and Polystyrene Substrates. (Journal of Advanced Oxidation Technologies, 20, 6-24, 2017).
- Photocatalytic activity of a new composite material of Fe (III) oxide nanoparticles wrapped by a matrix of polymeric carbon nitride and amorphous carbon. (Fullerenes, Nanotubes and Carbon Nanostructures, 25, 630-636, 2017).
- Combined treatment using ozone for cyanide removal from wastewater: A comparison. (Revista Internacional de Contaminación Ambiental, 35, 459-467, 2019).
- Degradation of Reactive Red 120 dye by a heterogeneous Sono-Fenton process with goethite deposited onto silica and calcite sand. (Journal of the Serbian Chemical Society, 84, 1-16, 2019).
- Photodegradation of Direct Blue 1 azo dye by polymeric carbon nitride irradiated with accelerated electrons. (Materials Chemistry and Physics, 237, 2019).
- Remoción de tensoactivos y coniformes en aguas residuales domésticas mediante procesos Fenton. (Revista Internacional de Contaminación Ambiental, 35, 931-943).